# Francesco Antommarchi

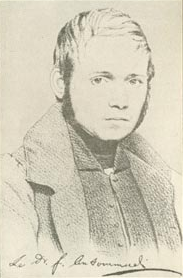
Francesco Antommarchi

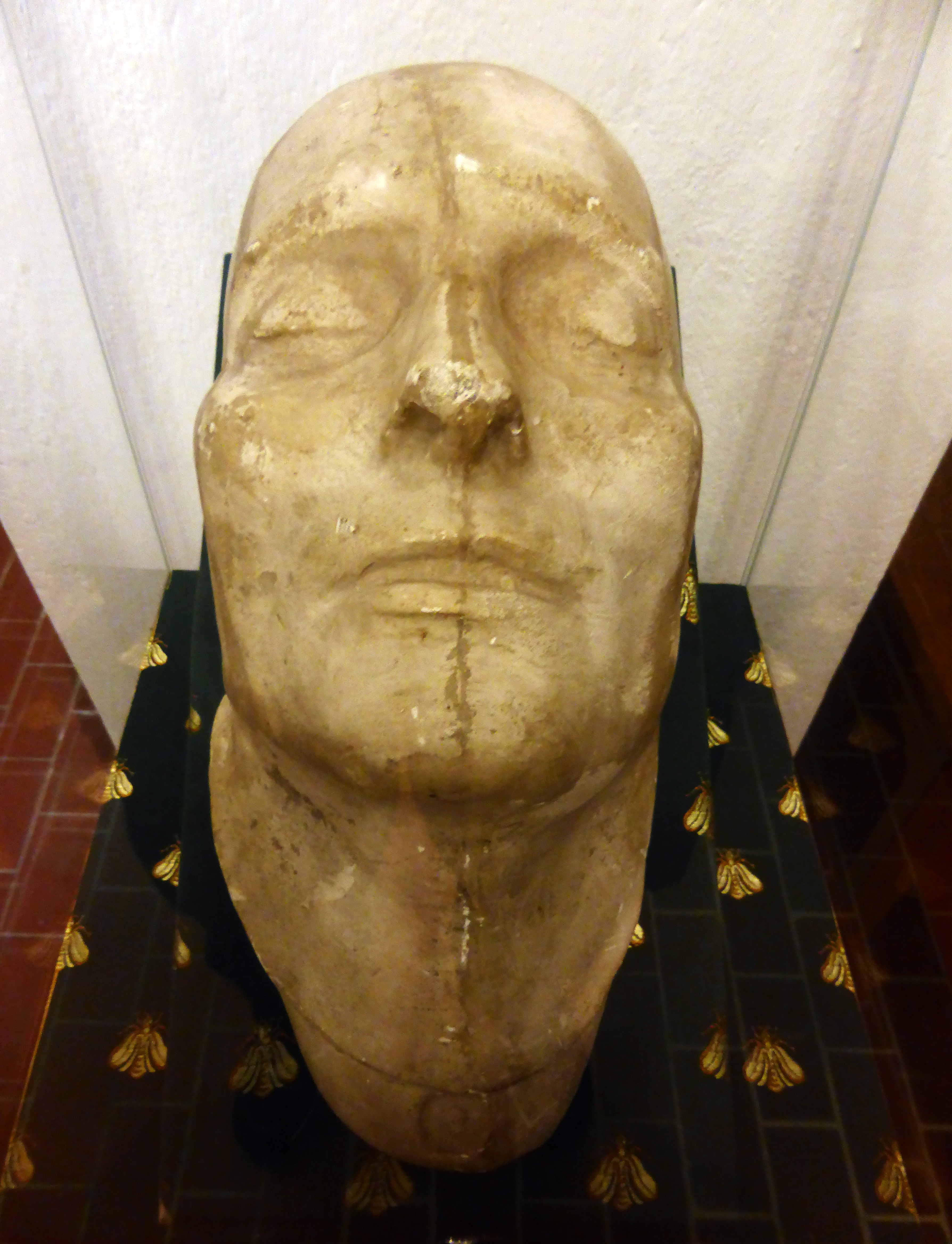
Totenmaske Napoleon Bonaparte

Francesco Carlo Antommarchi (* 5. Juli 1780 auf Korsika; † 3. April 1838 in Santiago de Cuba auf Kuba) war Napoleon Bonapartes korsischer Arzt auf St. Helena.

## Leben
Antommarchi studierte an der medizinischen Hochschule Pisa und wurde 1812 Prosektor am Hospital Santa Maria in Florenz. Auf Wunsch von Kardinal Joseph Fesch wurde Antommarchi 1818 mit der medizinischen Betreuung von Napoleon Bonaparte in dessen Exil auf St. Helena betraut. Napoleons Ablehnung Antommarchis wich bald einer Vertrautheit, welche dann auch zu einer Zuwendung in Höhe von 100.000 Francs führte.
Am 7. Mai 1821 nahm Antommarchi einen Gesichtsabdruck Napoleons aus Gips. Aus dieser Totenmaske entstanden später weitere Abgüsse aus Bronze, zum Teil von Antommarchi signiert. Nach dem Tode des Kaisers erklärte Antommarchi, dass dieser nicht am Magenkrebs, sondern an einem auf der Insel herrschenden Fieber gestorben sei, und weigerte sich, das Obduktionsprotokoll zu unterzeichnen. Antommarchi kehrte dann über England nach Italien zurück. Dort weigerte sich Erzherzogin (und frühere spanische Königin) Maria Luise von Bourbon-Parma ihn zu unterstützen. Für einige Zeit ließ sich Antommarchi in Paris nieder, wo er unter anderem 1823 sein Werk Mémoires ou les derniers moments de Napoléon veröffentlichen konnte.
Politisch interessiert ging Antommarchi nach Polen und übernahm dort 1830 während des Novemberaufstandes in Warschau die Leitung der ärztlichen Anstalten, kehrte jedoch bald nach Paris zurück. Ende 1831 wollte Antommarchi in seinem Geburtsland wieder Fuß fassen, scheiterte aber, da es nach eigenem Bekunden „... seinem Italien in nichts mehr ähnelte“. Später begab er sich nach Westindien und starb dort im Alter von ungefähr 58 Jahren am 3. April 1838 in Santiago de Cuba. Seine letzte Ruhestätte fand er auf dem dortigen Friedhof, wo ihm seiner Wohltätigkeit wegen ein Denkmal errichtet wurde.

## Ehrungen
Nach Antommarchi ist die Pflanzengattung Antommarchia Colla 1826 aus der Familie der Rautengewächse (Rutaceae) benannt.

## Werke (Auswahl)
- Napoleon I. kurz vor seinem Tode (Mémoires ou les derniers moments de Napoléon). Schmidt & Günther, Leipzig 1903 (2 Bde.)